# U-21-Faustball-Europameisterschaft 2016
Die 17. Faustball-Europameisterschaft für U21-Mannschaften fand vom 9. Juli bis 10. Juli 2016 in Münchwilen (Schweiz) statt. Die Schweiz war zum fünften Mal Ausrichter der Faustball-Europameisterschaft für U21-Mannschaften. Deutschland verteidigte seinen Titel in der Neuauflage des Vorjahresfinals gegen Österreich durch einen 3:2-Sieg.

## Teilnehmer
Vier europäische Nationen nahmen an den Faustball-Europameisterschaften der U21 teil. 
- Deutschland (Titelverteidiger)
- Österreich
- Tschechien
- Schweiz (Gastgeber)

## Spielplan
Zunächst traten alle vier teilnehmenden Nationen in einer einfachen Vorrunde Jeder-gegen-Jeden an. Der Sieger dieser Vorrundengruppe stand als erster Finalteilnehmer fest. Der zweite und dritte der Vorrundengruppe spielten in einem Halbfinale den zweiten Finalisten aus.

### Vorrunde
| Samstag, 9. Juli 2016 |           |             |   |             |                                       |
| 1                     | 11:00 Uhr | Schweiz     | – | Österreich  | 3:0 (13:11, 11:7, 11:9)               |
| 2                     | 12:15 Uhr | Deutschland | – | Tschechien  | 3:0 (11:6, 11:5, 11:3)                |
| 3                     | 14:00 Uhr | Schweiz     | – | Tschechien  | 3:1 (11:7, 11:6, 13:15, 11:5)         |
| 4                     | 15:15 Uhr | Österreich  | – | Deutschland | 2:3 (11:6, 15:14, 10:12, 10:12, 9:11) |
| 5                     | 16:45 Uhr | Österreich  | – | Tschechien  | 3:0 (11:3, 11:5, 11:4)                |
| 6                     | 18:00 Uhr | Deutschland | – | Schweiz     | 3:1 (10:12, 11:8, 11:9, 13:11)        |

| Pl. | Team        | Sp. | Sätze | Bälle   | Pkt. |
| --- | ----------- | --- | ----- | ------- | ---- |
| 1   | Deutschland | 3   | 9:3   | 133:109 | 6    |
| 2   | Schweiz     | 3   | 7:4   | 121:105 | 4    |
| 3   | Österreich  | 3   | 5:6   | 115:102 | 2    |
| 4   | Tschechien  | 3   | 1:9   | 59:112  | 0    |

### Endrunde
| Sonntag, 10. Juli 2016 |            |           |             |   |            |                                     |
| 7                      | Halbfinale | 11:00 Uhr | Schweiz     | – | Österreich | 1:3 (11:9, 6:11, 11:13, 12:14)      |
| 8                      | Platz 3    | 12:15 Uhr | Schweiz     | – | Tschechien | 3:0 (11:3, 11:9, 11:1)              |
| 9                      | Finale     | 14:15 Uhr | Deutschland | – | Österreich | 3:2 (11:8, 10:12, 11:5, 5:11, 11:4) |

## Schiedsrichter
Für die Europameisterschaften wurden insgesamt drei Schiedsrichter der International Fistball Association aus Deutschland, Österreich und der Schweiz nominiert. 
| Deutschland - Tobias Spaltenberger | Österreich - Johann Geisecker | Schweiz - Marcel Meier |

## Organisation
Die Faustball U21 Euro 2016 wurde von gleich zwei Faustballvereinen organisiert. Die befreundeten Vereine Faustball Affeltrangen und die FG Rickenbach-Wilen führten die Veranstaltungen gemeinsam auf der Sportanlage Waldegg in Münchwilen durch.

## Endergebnis
| Platz | Land        | Flagge      | Code |
| ----- | ----------- | ----------- | ---- |
| 1.    | Deutschland | Deutschland | GER  |
| 2.    | Österreich  | Osterreich  | AUT  |
| 3.    | Schweiz     | Schweiz     | SUI  |
| 4.    | Tschechien  | Tschechien  | CZE  |